# ابراهیم شهاب
ابراهیم شهاب (عربی: إبراهيم شهاب؛ زادهٔ ۲۰ ژانویهٔ ۱۹۸۶) بازیکن فوتبال اهل کویت بود.
از باشگاه‌هایی که در آن بازی کرده‌است می‌توان به باشگاه ورزشی الکویت اشاره کرد.
وی همچنین در تیم‌های ملی فوتبال کویت بازی کرده‌است.